# 柿沼進
柿沼 進（かきぬま すすむ、1958年 - ）は、日本のジャズミュージシャン、ピザ職人。
柿沼が構えるピッツェリア「聖林館」は、「日本のピッツァの聖地」とも呼ばれる。
柿沼の名は、日本のみならず、イタリアのピザ職人にも知られる。

## 略歴
1958年、東京都に生まれる。父は大工職人であった。
高校卒業した後、ドラマーとしてホテルのジャズオーケストラに所属し、23歳ときにニューヨーク市に渡るが、自らの限界を感じて帰国する。一度は会社員になるが、音楽への夢も捨てきらずに「音楽を聴きながら食事のできる店」を開くことを決意する。その際に、かつてイタリア旅行をしたときに衝撃を受けたナポリピッツァの味を思い出した。
ナポリピッツァを焼くには摂氏400度を保てる薪窯が必要であり、これがなかったことで日本で普及したピザはナポリ式ではなく、アメリカ式のピザであった。
柿沼は、1994年の1年間、ナポリにピッツァの勉強に行った。しかし、あえてナポリではレシピを学ばなかった。
柿沼は、イタリアから薪窯を輸入することによって、1995年4月20日に東京都中目黒に本格的なナポリピッツァを提供する店「サヴォイ」を開店する。日本で本格的なナポリピッツァを提供する店としてはサルヴァトーレ・クオモの「サルヴァトーレ」の開業に送れること19日、同じ中目黒での開業であった。
「サヴォイ」で提供するピザはマリナーラとマルゲリータの2種類だけであり、「本当のナポリピッツァはこの2種類だけだ」という暗黙の主張からであった。
当時の日本では、アメリカ式のピザと同じイタリアにピッツァであっても薄焼きのローマ風ピッツァの全盛期であったため、開業当初の「サヴォイ」では閑古鳥が鳴く状態であった。開業から8か月以上が過ぎたときにテレビで「サヴォイ」が取り上げられると、予約制を導入せねばならないほどの大盛況となった。日本において窯で焼くスタイルのナポリピッツァが流行し、ピッツェリアの名称が知名度を得るようになったのは1990年代半ばであり、「サヴォイ」はその火付け役になったと言える。以降、中目黒は日本におけるナポリピッツァの発祥の地となる。
柿沼は2007年に「サヴォイ」の権利を手放し、同じ中目黒商店街で「聖林館」というピッツェリアを開業する。聖林館のメニューもまた、マリナーラとマルゲリータのみである（2021年時点）。「聖林館」では時に音楽イベントが開催され、柿沼自身が演奏することもある。
2011年10月には、近くにピッツァのファストフード店「ピッツァマン・ロケット」を出店する。
柿沼の作るナポリピッツァは、ナポリで作られているものそのままではなく、日本人が日本で食べることを考慮した工夫がされている。ピザ窯も蓄熱を考慮した特別性である。